# Premio Krieger–Nelson
El Premio Krieger-Nelson lo concede la Sociedad Canadiense de Matemáticas en reconocimiento a una mujer destacada en matemáticas. Fue otorgado por primera vez en 1995. El premio lleva el nombre de Cecilia Krieger y Evelyn Nelson, ambas conocidas por sus contribuciones a las matemáticas en Canadá.

## Galardonadas
Aunque en la mayoría de los casos el premio se ha concedido a una matemática que trabaja en una universidad canadiense, también se ha otorgado a mujeres nacidas o educadas en Canadá que trabajan fuera del país. Por ejemplo, Cathleen Morawetz, ex presidenta de la Sociedad Matemática Americana y profesora del Instituto Courant de Ciencias Matemáticas (una división de la Universidad de Nueva York) recibió el Premio Krieger-Nelson en 1997. (Morawetz se educó en la Universidad de Toronto, en Toronto, Canadá). Según la convocatoria, la galardonada debe ser "miembro de la comunidad matemática canadiense".
La galardonada con el Premio Krieger-Nelson pronuncia una conferencia en la Sociedad Canadiense de Matemáticas, normalmente durante su reunión de verano.
| - 1995: Nancy Reid - 1996: Olga Kharlampovich - 1997: Cathleen Morawetz - 1998: Catherine Sulem - 1999: Nicole Tomczak-Jaegermann - 2000: Kanta Gupta - 2001: Lisa Jeffrey - 2002: Priscilla Greenwood - 2003: Leah Keshet - 2005: Barbara Keyfitz | - 2006: Penny Haxell - 2007: Pauline van den Driessche - 2008: Izabella Laba - 2009: Yael Karshon - 2010: Lia Bronsard - 2011: Rachel Kuske - 2012: Ailana Fraser - 2013: Chantal David - 2014: Gail Wolkowicz - 2015: Jane Ye | - 2016: Malabika Pramanik - 2017: Stephanie van Willigenburg - 2018: Megumi Harada - 2019: Julia Gordon - 2020: Sujatha Ramdorai - 2021: Anita Layton - 2022: Matilde Lalín - 2023: Johanna G. Nešlehová |